# Pavonia multiflora

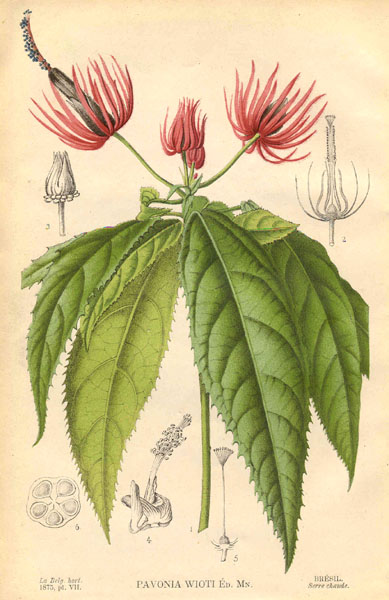
Illustration

Pavonia multiflora ist eine Pflanzenart in der Familie der Malvengewächse aus dem südöstlichen Brasilien.

## Beschreibung
Pavonia multiflora wächst als immergrüner Strauch bis über 2 Meter hoch. Die Zweige sind borstig bis fast kahl.
Die gestielten Laubblätter sind wechselständig. Sie sind ledrig, fein behaart bis kahl, elliptisch, lanzettlich oder schmal eiförmig, eilanzettlich bis verkehrt-eiförmig, -eilanzettlich, bis 25 Zentimeter lang, feiner oder gröber gesägt und spitz bis zugespitzt. Die bis 12 Zentimeter langen Blattstiele sind kahl bis feinborstig. Es sind kleine Nebenblätter vorhanden.
Die gestielten Blüten erscheinen achselständig einzeln oder zu wenigen an den Zweigenden. Es ist ein roter und auffälliger, zweikreisiger Außenkelch mit bis zu 24 abstehenden bis aufrechten, schmalen, eilanzettlichen oder lanzettlichen bis zungenförmigen, fein behaarten Zipfeln vorhanden. Die gelben bis dunkel-purpurnen, fünfzähligen Blüten mit doppelter Blütenhülle sind zwittrig. Die rostroten bis dunkel-purpurnen, fein behaarten, teils drüsigen Kelchblätter sind aufrecht. Die dachigen, außen fein behaarten, schmal verkehrt-eiförmigen Kronblätter stehen röhrig zusammen. Die Staubblätter sind in einer langen Röhre verwachsen, die Antheren mit kurzen Staubfäden sind blau-violett. Der Pollen ist bläulich. Der fünfkammerige Fruchtknoten ist oberständig mit einem langen, oben zehnästigen Griffel mit kopfigen Narben. Es sind Nektarien unten im Kelch vorhanden.
Es werden fünfteilige, kahle, bis 9 Millimeter große Spaltfrüchte im beständigen Kelch und Außenkelch gebildet. Die Merikarpien sind einsamig.

## Verwendung
Pavonia multiflora wird als Zierpflanze genutzt.